# Nothelm
Nothhelm fue contemporáneo de San Bonifacio y de San Beda para quien investigó y entregó información sobre la historia de Kent y la zona circundante. Antes de su nombramiento al arzobispado, fue arcipreste de San Pablo en Londres.
Fue llamado a Canterbury el año 735 y consagrado el mismo año. Pudo haber sido nombrado por Ethelbaldo rey de Mercia de quien era consejero, fue una época de expansión de la influencia de Mercia. 
Celebró un sínodo en 736 o 737 donde nombra a nueve obispos. Mientras fue arzobispo San Bonifacio le solicitó una copia de Responsiones Papa Gregorio I para usarla en sus misiones.
Nothhelm murió el 17 de octubre de 739 y está enterrado en la Catedral de Canterbury. Fue beatificado y su fiesta se celebra el 17 de octubre.
| Predecesor: Tatwine | Arzobispo de Canterbury 735 - 739 | Sucesor: Cuthbert |